# 야만두 오르시

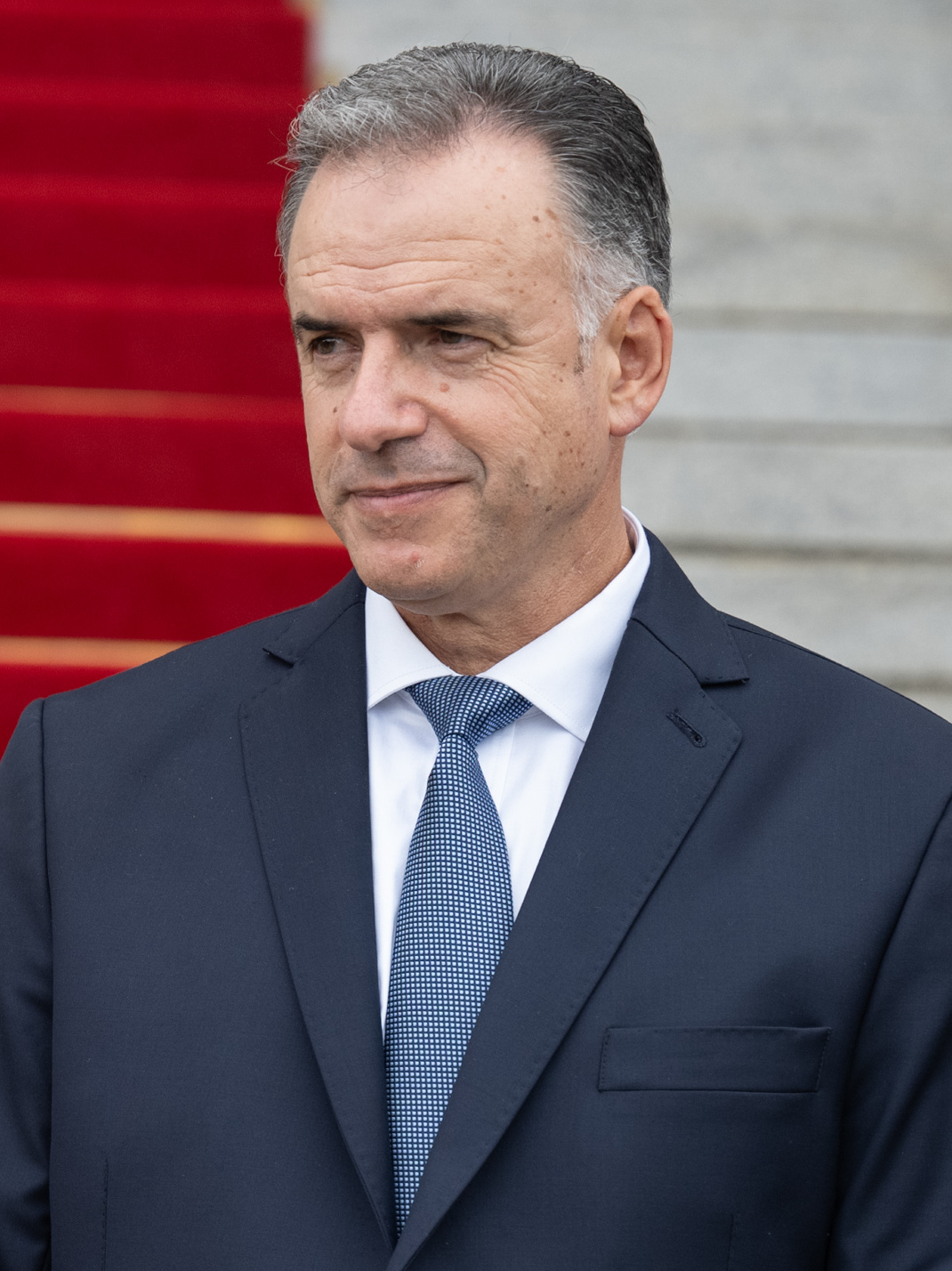
야만두 오르시(2025년)

야만두 라몬 안토니오 오르시 마르티네스(스페인어: Yamandú Ramón Antonio Orsi Martínez, 1967년 6월 13일~ )는 우루과이의 정치인이다. 그는 2025년 3월 1일부터 우루과이 제43대 대통령에 취임하였다.

## 생애
야만두 오르시는 1967년 우루과이 카넬로네스주 산타 로사에서 태어났다. 아버지 파블로 오르시는 이탈리아계 이민자의 후손으로 어머니 카르멘 마르티네스는 스페인계 이민자의 후손이다. 1986년 공화국 대학교를 다니다가 중퇴했다. 이후에는 몬테비데오의 아르티가스 교사 연구소를 다녔고, 1991년에 졸업하였다.
2015년 카넬로네스주 주지사로 출마하여 당선되었으며, 2015년 7월 9일부터 2020년 2월 6일까지 재임하다가 2019년 우루과이 대통령 선거에서 결선 투표 당시 다니엘 마르티네스 후보의 대선 캠프에서 활동했으며 대선 이후 주지사직에 다시 복귀하여 2020년 11월 26일부터 2024년 3월 1일까지 재임했다. 이후 2024년 우루과이 대통령 선거에 광역전선 후보로 출마하여 결선투표까지 간 끝에 당선되었다.